# نهر العوجا
نهر العوجا أو نهر أبو فِطرس تقع منابع العوجا في رأس العين حيث تتدفق هناك المياه من باطن الأرض من خلال ما يقارب 2000 عين ماء وكمية المياه التي تعطيها مجموعة العيون هذه غير ثابتة حيث يصل التدفق في الشتاء حتى 15 م3 في الثانية وينخفض صيفا إلى حوالي 5 15 م3. من هنا فإن نهر العوجا دائم الجريان طيلة أيام السنة. قبل إقامة إسرائيل وجر مياه النهر إلى النقب، كانت مياهه نقية جداً فيها أسماك وكائنات حية أخرى وكانت مستغلة للشرب ولإرواء المزارع والبيارات الممتدة على طول النهر. بعد جر المياه وتحويل مياه الصرف الصحي من المستعمرات الإسرائيلية تلوثت مياه النهر وأصبحت غير صالحة للشرب أو حتى السباحة.

## لمحة تاريخية عن نهر العوجا
في سنة 1935/1934 قامت سلطات الانتداب البريطاني بمد أنبوب بطول 60 كم وذلك من منابع نهر العوجا الواقعة في رأس العين وحتى المستعمرات الصهيونية في القدس التي كانت في حينه بأمسّ الحاجة للمياه. قامت القوات العراقية التي تواجدت في منطقه رأس العين في سنة 1948 بتفجير مضخات هذا المشروع فتعطلت عن العمل.
وفي سنة 1952 أقيم مشروع «اليركون-النقب» الذي ضخ مياه منابع العوجا إلى النقب الشمالي لإرواء سكانه وأراضيه، وفي شهر حزيران 1964 أنجز العمل في المشروع القطري نهائياً، حيث ضخت مياه بحيرة طبريا لمسافة 130 كم حتى رأس العين، ومن هناك ربط هذا المشروع بمشروع «اليركون-النقب» ومنذ ذلك الحين تغيرت معالم نهر العوجا بصورة حادة من حيث نباتاته وأحيائه وعلى الأخص جودة مياهه.
قبل استغلال مياه نهر العوجا كانت المياه تتدفق فيه من منابعه في رأس العين الواقعة على ارتفاع 16 متر فوق سطح البحر باتجاه البحر الأبيض المتوسط، بخط جوي طوله 14 كم، في حين أن طول مجرى النهر على الأرض هو 26-27 كم وذلك بسبب التعرجات المتعددة للنهر ومن هنا اسمه «نهر العوجا» أما اليركون فهو اسم عبري مصدره من التوراة.

### العصر الحديدي
كان نهر العوجا هو الحدود الشمالية لأراضي الفلسطينيين. خلال فترة الحكم الآشوري للبلاد، بُنيت قلعة في موقع يعرف اليوم باسم تل القدادي، على الضفة الشمالية للنهر، بجوار مصبه.

### الفترة العثمانية
شكل نهر العوجا الحدود الجنوبية لولاية بيروت خلال أواخر الفترة العثمانية.

### الحرب العالمية الأولى
الاسم العربي للنهر العوجا (« المتعرِّج ») مشترك مع وادي العوجا، مجرى صغير آخر يصب في وادي الأردن شمال أريحا. وخلال الحرب العالمية الأولى، أدى هذا التزامن إلى مصطلح "خط العوجا" الذي يشير إلى الخط الاستراتيجي الذي يربط بين واديي النهرين والذي أخذته قوات الحملة العسكرية التابعة للجنرال ألنبي أثناء تقدمه في أوائل عام 1918 ضد الجيش العثماني.
```
تم غزو مصب النهر بالفعل خلال 
معركة يافا
 أواخر عام 1917.
```

### فترة الولاية

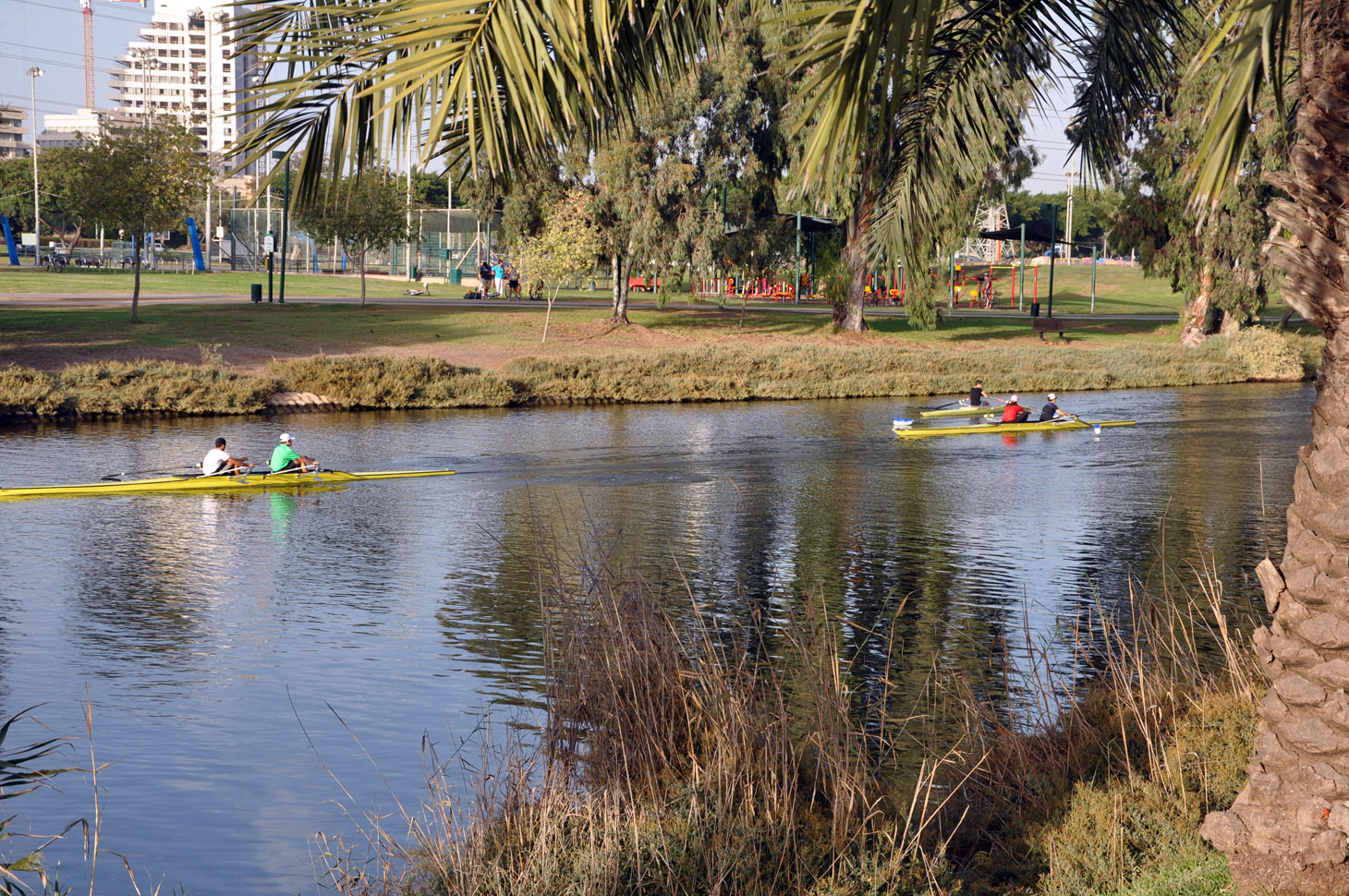
حديقة العوجا

في فترة الانتداب، منحت الحكومة البريطانية عددا من الامتيازات، بما في ذلك شركة كهرباء يافا التابعة لبنحاس روتنبرغ الحقوق الحصرية لتوليد وتوزيع وبيع الكهرباء في محافظة يافا. تم تسليم هذه الحقوق من خلال "امتياز العوجا" ، الذي وُقع رسميًا في 12 سبتمبر 1921. وكان الامتياز قد أذن للشركة بتوليد الكهرباء بواسطة توربينات كهرمائية تستغل الطاقة المائية لنهر العوجا لتزويد منطقة يافا الإدارية بالكهرباء. ضمت منطقة يافا، أقدم مدينة في المنطقة ولا تزال أهم مدينة في ذلك الوقت، وبلدة تل أبيب سريعة النمو شمالها، ومواقع أخرى أصغر. ومع ذلك، فإن خطة توليد الكهرباء بالوسائل الكهرومائية لم تتحقق أبدا، وبدلا من ذلك صممت الشركة وبنت محطة طاقة تنتج الكهرباء عن طريق محركات تعمل بالديزل.

### دولة إسرائيل
أصبح النهر ملوثًا بشكل متزايد بعد خمسينيات القرن العشرين، وألقى الكثيرون باللوم على بناء محطة ريدينغ للطاقة التي تقع بالقرب من مصبه.
عندما تم تحويل منابع النهر إلى النقب عبر الناقل الوطني للمياه لأغراض الري، تراجع نهر العوجا. عندما حلت مياه الصرف الصحي محل تدفق المياه العذبة، دُمرت الموائل واختفت النباتات والحيوانات. وقد تفاقم هذا بسبب التصريف المستمر للنفايات السائلة الصناعية ومياه الصرف الصحي البلدية في الأنهار، مما سمح للطحالب بالتكاثر. ساعدت مشاريع التنظيف اللاحقة والجارية، بعضها تديره الحكومة، وبعضها يستفيد من المساعدات المالية من المانحين اليهود من أستراليا، وبعضها ذو طابع إقليمي تدعمه المنظمة غير الحكومية إيكو بيس الشرق الأوسط، على تحسين جودة المياه.

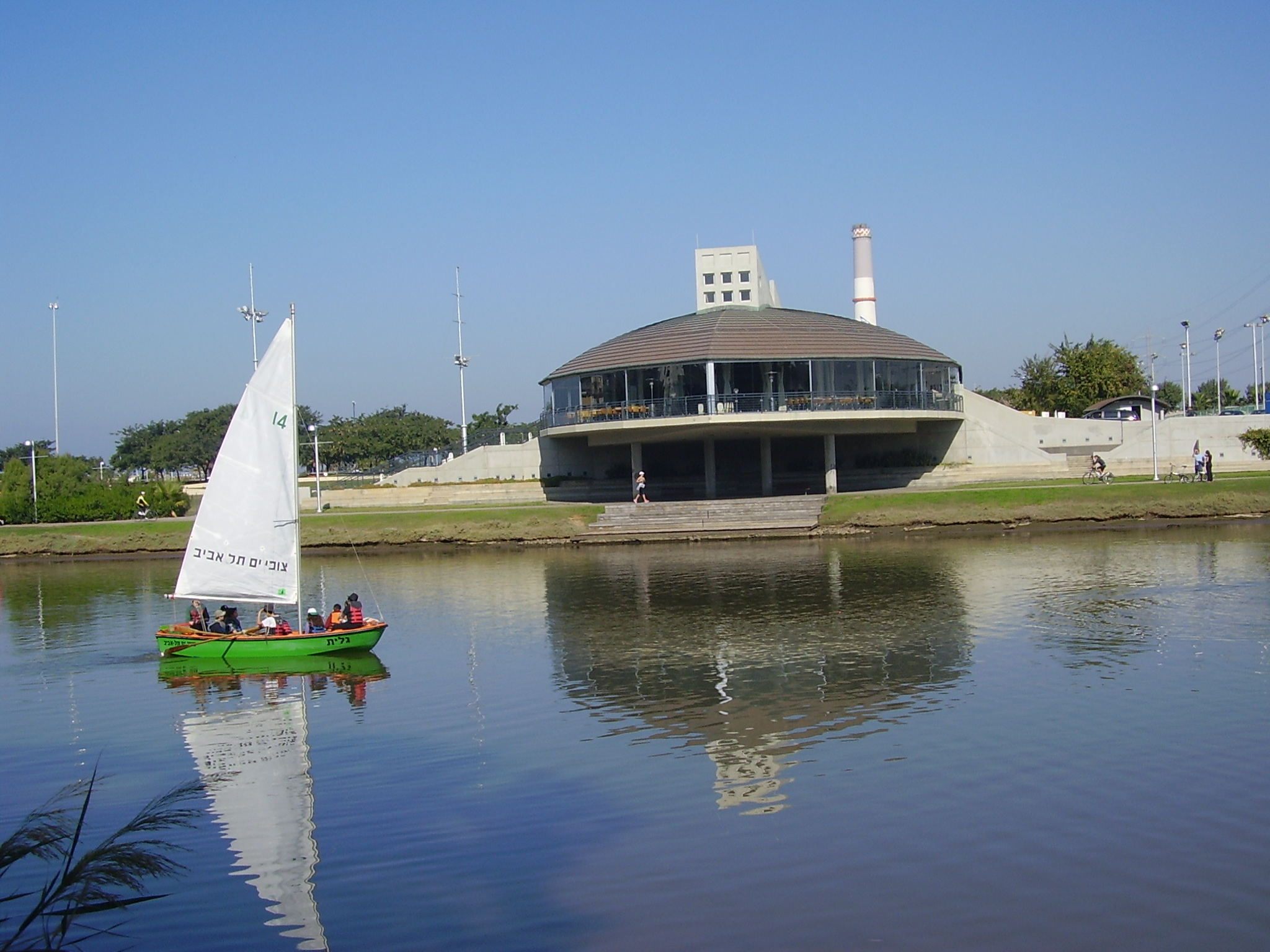
Sailing on Yarkon River

في عام 1988، أنشئَت إِدَارَة نهر العوجا  لتنشيط النهر وجعل أجزاء منه مناسبة للإبحار وصيد الأسماك والسباحة وغيرها من الترفيه. تحسنت نوعية المياه بعد بناء محطات معالجة مياه الصرف الصحي الحديثة في هود هشارون ورمات هشارون. جُرّف النهر لاستعادة عمقه الأصلي وتدفقه الطبيعي. رُفعت ضفاف النهر وتعزيزها، وتم بناء مسارات المشي لمسافات طويلة وركوب الدراجات، وطُورت مناطق التنزه وصيد الأسماك بمساعدة مساهمات من الجالية اليهودية الأسترالية عبر الصندوق القومي اليهودي.

## النباتات والحيوانات
يحتوي موقع هيئة نهر العوجا على قائمة مفصلة بالنباتات  والحياة البريةl. التي يمكن العثور عليها في النهر وحوله. تشمل الثدييات: نوتريا (كيب). وشق المُستنقعات وابن آوى الذهبي. على الرغم من عدم ذكرها من قبل هيئة نهر العوجا، فقد تم رصد النمس أيضا من قبل الزوار والمتنزهين.

## كارثة مكابيا
في 14 يوليو 1997، أدى انهيار جسر مكابيا إلى وفاة أربعة رياضيين، أعضاء الوفد الأسترالي إلى ألعاب مكابيا، توفي ثلاثة منهم بسبب العدوى الناجمة عن التعرض لمياه النهر الملوثة.

## تدفقه وروافده
يقدر تدفق نهر العوجا بـ 1800 كم مكعب وترفده أربعة أودية ثلاثة منها تنبع من جبال نابلس:
- وادي قانا (الأشقر): مساحة حوضه 240 كم مربع، بدايته في المنطقة الواقعة جنوب نابلس وشرق جبل جرزيم وهو يخرج من الجبال إلى السهل في المنطقة الواقعة جنوب شرق كفار سابا ويصب في العوجا غربي طريق بيتح تكفا-هود هشرون.
- وادي دير بلوط: مساحة حوضه 400 كم مربع، ويخرج من الجبال إلى السهل جنوب مجدل صادق ويصب في العوجا 4كم غربي شارع بيتح تكفا وذلك في منطقه هود هشرون (مقابل مصب وادي الأشقر تقريبا) والجزء السفلي من هذا الوادي ملوث جداً ويعد من مصادر التلوث الرئيسية للعوجا حيث يسيل إليه من المستوطنات الواقعة على ضفته الجنوبية مجاري كثيرة.
- وادي المصرارة: هو أكبر الوديان التي تصب في نهر العوجا. مساحة حوضه 805 كم مربع وروافده العليا تمتد في جبال القدس وهو يصب في العوجا على بعد 3 كم قبل مصبه في البحر.
- وادي الزاوية بشقيه الشمالي والجنوبي يحث يمتد الشمالي من منطقة خلة شمس شمالي البلدة ليصل إلى واد أبو الشيخ ومن ثم إلى منطقة سريسيا ثم يتجه غربا إلى منطقة راس العين أما الشق الثاني فيمتد من خلة حديدو بالقرب من بديا وسرطة ويتجه غربا في واد عميق إلى واد درمة ومن ثمة واد أعمر إلى واد العين إلى الواد القبلي ومن ثم يلتقي عند أحراش رأس العين مع الشق الأول المذكور أعلاه.
يقسم نهر العوجا إلى ثلاثة أقسام:
- القسم الأعلى: وفي هذا القسم تكون المياه خالية من الملوثات وطوله 7 كم.
- القسم الأوسط: وفي هذا القسم يوجد تلوث حيث سمي بـ «الملوث» وطوله 16 كم.
- القسم الأسفل: وهذا القسم أطلق عليه «المالح» وطوله 4 كم.